# Сейнт Джеймс (дворец)
Дворецът Сейнт-Джеймс (на английски: St. James’s Palace) е една от най-старите сгради в Лондон. Намира се на улица „Пал Мал“ на север от едноименния парк Сейнт Джеймс. Построен е на мястото на средновековен лепрозорий, носещ името на свети Яков (Джеймс). Сградата от характерни червени тухли била предназначена за втора столична резиденция на крал Хенри VIII. Тук умира дъщеря му Мария I Тюдор и в дворцовия параклис (арх. Иниго Джоунс) се съхраняват останките ѝ.
До 1698 английските крале живеели в двореца Уайтхол и едва след унищожаването му през 1698 г. дворецът Сейнт-Джеймс се превръща в основно седалище на кралския двор. Придворните се оплаквали от тесните и стари помещения, които постоянно били в процес на ремонт и разширение. Самите монарси предпочитали по-тихия и уютен дворец Кенсигтън и след големия пожар от 1809 г. дворецът на улица Пел Мел бил практически изоставен.
При възкачването си на престола през 1837 г. кралица Виктория официално избрала за своя главна резиденция Бъкингамския дворец, като оставила двореца Сейнт Джеймс на разположение на двора на принца на Уелс. Известно време това е официалната резиденция и на принц Чарлз, но сега такава е Кларънс Хаус, намираща се до двореца Сейнт Джеймс (те имат обща градина)